# Lago Curruhué Chico
El lago Curruhué Chico es un lago de origen glacial andino ubicado en Argentina, al sudoeste de la provincia de Neuquén, en el departamento Huiliches. Curruhué significa «lugar oscuro».

## Geografía
El lago es de tipo glaciar y ocupa la parte oriental de un estrecho valle perpendicular a los Andes. Se extiende con una longitud de 1,65 km y un ancho máximo de 350 metros. Se encuentra a una distancia de 5 kilómetros al sureste del lago Curruhué o Curruhué Grande. Se encuentra totalmente dentro del Parque Nacional Lanín.
La costa sur está bordeada por la ruta provincial 62 que lleva al lago Curruhué Grande y a la frontera con Chile. Este camino también proporciona acceso a los lagos Epulafquen y Carilafquen.
Cerca del lago, hay un camping, un lugar único de alojamiento en la zona.
La pesca de la trucha se practica en el lago, así como su emisario en el río Curruhue.

## Hidrografía
Su emisario, el río Curruhué, surge en su extremo oriental y desemboca en el río Chimehuin.

## Flora
El lgo está rodeado de bosques de tipo andino-patagónico compuesta especialmente de lenga (Nothofagus pumilio) y coihues (Nothofagus dombeyi). También se pueden observar concentraciones de Araucaria araucana.